# Philodromus epigynatus
Philodromus epigynatus là một loài nhện trong họ Philodromidae.
Loài này thuộc chi Philodromus. Philodromus epigynatus được Embrik Strand miêu tả năm 1909.